# 28209 Chatterjee
28209 Chatterjee è un asteroide della fascia principale. Scoperto nel 1998, presenta un'orbita caratterizzata da un semiasse maggiore pari a 2,6442705 UA e da un'eccentricità di 0,0864864, inclinata di 9,69529° rispetto all'eclittica.